# Calamoecia ampulla
Calamoecia ampulla is een eenoogkreeftjessoort uit de familie van de Centropagidae. De wetenschappelijke naam van de soort is voor het eerst geldig gepubliceerd in 1911 door Searle.